# Weinstraße (Rostock)

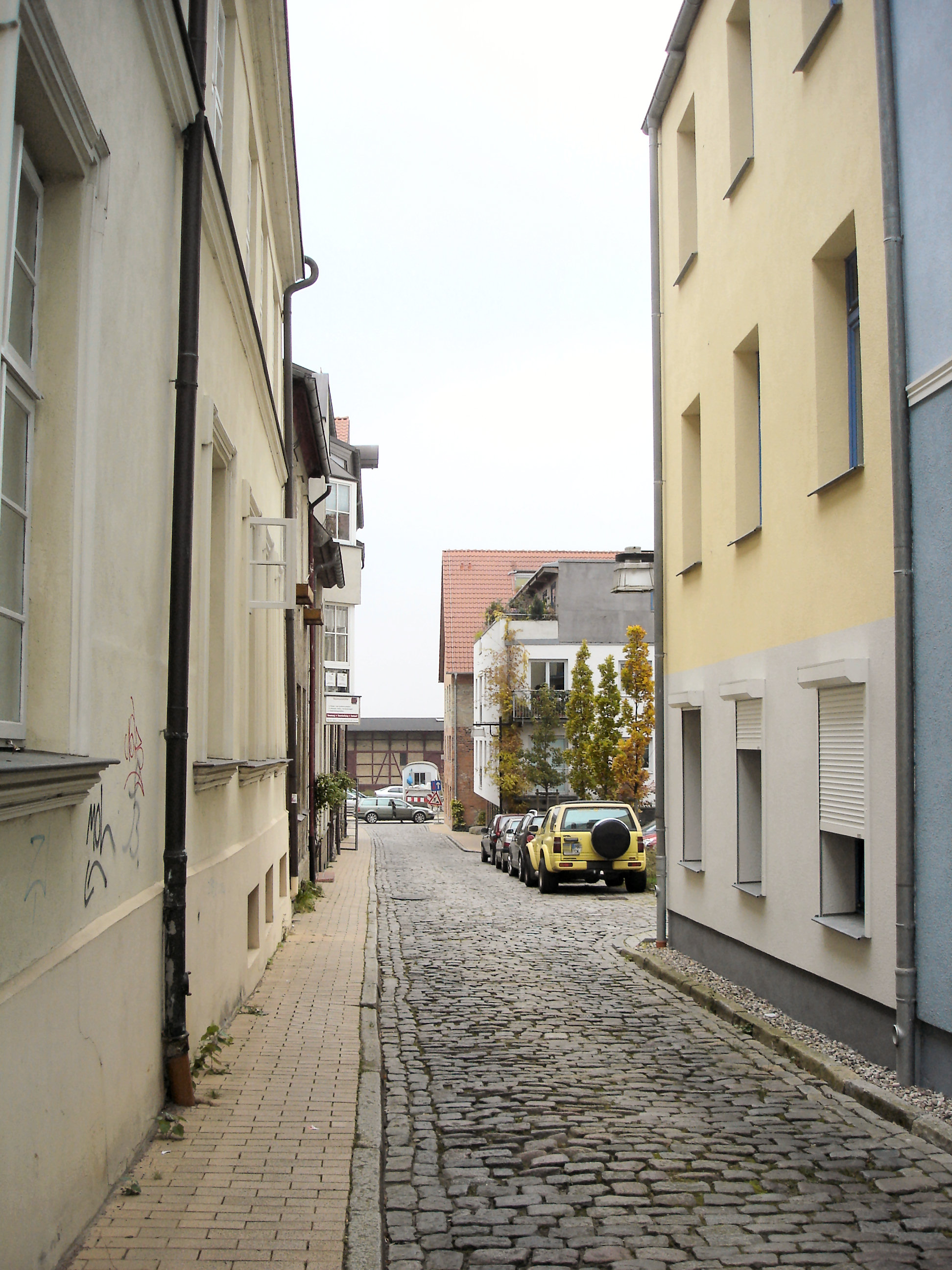
Blick in die Weinstraße in Richtung Stadthafen

Die Weinstraße in Rostock ist eine kurze und enge Gasse im historischen Stadtkern der Hansestadt. Sie verbindet die Strandstraße im Norden mit der Trägerstraße im Süden. Sie ist Teil der einstigen Rostocker Mittelstadt.
Im Jahre 1326 wurde sie als Faule Grube (nicht zu verwechseln mit der heutigen Faulen Grube westlich der Marienkirche) zum ersten Mal erwähnt. Ihr ursprünglicher Name charakterisiert sie passend als tiefergelegene, also oft recht feuchte Nebenstraße. Ihre Bedeutung im Stadtgefüge war äußerst gering. Sie wurde nur von wenigen Buden umsäumt. 1496 benannte man die Faule Grube in Weinstraße um, wahrscheinlich nur aus dem Grunde, sie durch einen wohlklingenden Namen aufzuwerten. Es gibt keine Hinweise, dass in dieser Straße Wein  gehandelt oder gar angebaut wurde. Am nördlichen Ende der Straße stand das Weintor, das wegen seiner geringen Bedeutung nicht zu den 12 Strandtoren Rostocks gezählt wird. Beim Großen Stadtbrand 1677 wurde sie zerstört, überstand den Zweiten Weltkrieg hingegen unbeschädigt. 
Zu den sehenswerten Gebäuden in der Weinstraße gehört die Nummer 3, ein verklinkerter Speicher aus dem späten 19. Jahrhundert. In der Nummer 8, Ecke Strandstraße, findet man ein Speichergebäude aus dem Jahr 1790.